# Trajano de Bulgaria
Trajano (en búlgaro: Траян; c. 990 - 1038) fue un príncipe búlgaro, cuarto hijo del zar Iván Vladislav y su esposa María.
Se casó con una noble bizantina (hija del estratega Romanos Aballantes) y tuvo una hija, María, quien se casó con Andrónico Ducas. Trajano fue el abuelo de la emperatriz bizantina Irene Ducaina, la esposa de Alejo I Comneno.